# Route du Sud 2013
La 37e édition de la Route du Sud a lieu du 13 au 16 juin 2013. L'épreuve fait partie de l'UCI Europe Tour, dans la catégorie 2.1.

## Présentation

### Parcours
La première étape relie le département du Tarn au Gers, particulièrement mis à l'honneur pour cette édition. La deuxième étape est tracée autour de Villecomtal-sur-Arros avec deux boucles. La troisième étape relie le petit village d'Izaourt à Bagnères-de-Luchon par le Col de Peyresourde, le Col de Val Louron Azet et le Port de Balès. La dernière étape relie le piémont pyrénéen à la Gascogne entre Saint-Gaudens et l'agglomération toulousaine, à la limite entre le Gers et la Haute-Garonne à L'Isle-Jourdain. Trois étapes sont plutôt réservées aux rouleurs / sprinteurs, tandis que la troisième étape est réservée aux grimpeurs.

### Équipes
Classée en catégorie 2.1 de l'UCI Europe Tour, la Route du Sud est par conséquent ouvert aux UCI ProTeams dans la limite de 50 % des équipes participantes, aux équipes continentales professionnelles, aux équipes continentales et à des équipes nationales.
| Nom de l'équipe  | Pays        | Code |
| ---------------- | ----------- | ---- |
| AG2R La Mondiale | France      | ALM  |
| FDJ              | France      | FDJ  |
| Movistar         | Espagne     | MOV  |
| Sky              | Royaume-Uni | SKY  |

| Nom de l'équipe       | Pays      | Code |
| --------------------- | --------- | ---- |
| Atlas Personal-Jakroo | Suisse    | ARH  |
| BigMat-Auber 93       | France    | BIG  |
| La Pomme Marseille    | France    | LPM  |
| NSP-Ghost             | Allemagne | NSP  |

| Nom de l'équipe              | Pays     | Code |
| ---------------------------- | -------- | ---- |
| Accent Jobs-Wanty            | Belgique | AJW  |
| Androni Giocattoli-Venezuela | Italie   | AND  |
| Bretagne-Séché Environnement | France   | BSE  |
| Caja Rural-Seguros RGA       | France   | CJR  |
| Cofidis                      | France   | COF  |
| Europcar                     | France   | EUC  |
| Sojasun                      | France   | SOJ  |

### Favoris
Au départ de Castres, Thomas Voeckler, Franco Pellizotti, Emanuele Sella, Rubén Plaza Amets Txurruka, Romain Bardet, John Gadret, Rinaldo Nocentini, Nicolas Edet, David Arroyo, Christian Knees, Francis Mourey, Sandy Casar ou Jurgen Van Goolen sont cités comme favoris pour le classement général final. 
Du côté des sprints, Mattia Gavazzi, Francisco Ventoso, Christophe Laborie, Benoît Drujon, Samuel Dumoulin, Benjamin Giraud, Yannick Martinez, Iván Velasco, Yohann Gène, Adrien Petit, Stéphane Poulhiès, Dario Cataldo, Tino Thömel, Anthony Roux, Jean-Luc Delpech, Geoffroy Lequatre, Steven Caethoven et Danilo Napolitano sont souvent cités.

## Étapes
| Étape     | Date    | Villes étapes                                 |  | Distance (km) | Vainqueur d’étape | Leader du classement général |
| --------- | ------- | --------------------------------------------- |  | ------------- | ----------------- | ---------------------------- |
| 1re étape | 13 juin | Castres - Mirande                             |  | 209           | Yannick Martinez  | Yannick Martinez             |
| 2e étape  | 14 juin | Villecomtal-sur-Arros - Villecomtal-sur-Arros |  | 182,8         | Yohann Gène       | Yannick Martinez             |
| 3e étape  | 15 juin | Izaourt - Bagnères-de-Luchon                  |  | 175,3         | Thomas Voeckler   | Thomas Voeckler              |
| 4e étape  | 16 juin | Saint-Gaudens - L'Isle-Jourdain               |  | 149,2         | Marco Frapporti   | Thomas Voeckler              |

## Déroulement de la course

### 1reétape
|    | Coureur            | Équipe             |    | Temps           |
| -- | ------------------ | ------------------ | -- | --------------- |
| 1  | Yannick Martinez   | La Pomme Marseille | en | 5 h 19 min 44 s |
| 2  | Anthony Roux       | FDJ                | +  | m.t             |
| 3  | Adrien Petit       | Cofidis            |    | m.t             |
| 4  | Danilo Napolitano  | Accent Jobs-Wanty  |    | m.t             |
| 5  | Christopher Sutton | Sky                |    | m.t             |
| 6  | Laurent Pichon     | FDJ                |    | m.t             |
| 7  | Benjamin Giraud    | La Pomme Marseille |    | m.t             |
| 8  | Steven Tronet      | BigMat-Auber 93    |    | m.t             |
| 9  | Samuel Dumoulin    | AG2R La Mondiale   |    | m.t             |
| 10 | Christophe Laborie | Sojasun            |    | m.t             |

|    | Coureur           | Équipe                       |    | Temps           |
| -- | ----------------- | ---------------------------- | -- | --------------- |
| 1  | Yannick Martinez  | La Pomme Marseille           | en | 5 h 19 min 34 s |
| 2  | Anthony Roux      | FDJ                          | +  | 4 s             |
| 3  | Thomas Rostollan  | La Pomme Marseille           |    | 4 s             |
| 4  | Adrien Petit      | Cofidis                      |    | 6 s             |
| 5  | Francisco Ventoso | Movistar                     |    | 7 s             |
| 6  | Romain Hardy      | Cofidis                      |    | 7 s             |
| 7  | Emanuele Sella    | Androni Giocattoli-Venezuela |    | 7 s             |
| 8  | Davide Malacarne  | Europcar                     |    | 8 s             |
| 9  | Romain Bardet     | AG2R La Mondiale             |    | 9 s             |
| 10 | Danilo Napolitano | Accent Jobs-Wanty            |    | 10 s            |

### 2eétape
|    | Coureur            | Équipe                       |    | Temps           |
| -- | ------------------ | ---------------------------- | -- | --------------- |
| 1  | Yohann Gène        | Europcar                     | en | 4 h 38 min 00 s |
| 2  | Christopher Sutton | Sky                          | +  | m.t             |
| 3  | Samuel Dumoulin    | AG2R La Mondiale             |    | m.t             |
| 4  | Yannick Martinez   | La Pomme Marseille           |    | m.t             |
| 5  | Anthony Roux       | FDJ                          |    | m.t             |
| 6  | Geoffroy Lequatre  | Sojasun                      |    | m.t             |
| 7  | Giairo Ermeti      | Androni Giocattoli-Venezuela |    | m.t             |
| 8  | Francisco Ventoso  | Movistar                     |    | m.t             |
| 9  | Sebastian Baldauf  | NSP-Ghost                    |    | m.t             |
| 10 | Diego Rosa         | Androni Giocattoli-Venezuela |    | m.t             |

|    | Coureur            | Équipe                       |    | Temps           |
| -- | ------------------ | ---------------------------- | -- | --------------- |
| 1  | Yannick Martinez   | La Pomme Marseille           | en | 9 h 57 min 44 s |
| 2  | Yohann Gène        | Europcar                     | +  | 1 s             |
| 3  | Christopher Sutton | Sky                          |    | 5 s             |
| 4  | Anthony Roux       | FDJ                          |    | 5 s             |
| 5  | Samuel Dumoulin    | AG2R La Mondiale             |    | 7 s             |
| 6  | Francisco Ventoso  | Movistar                     |    | 8 s             |
| 7  | Emanuele Sella     | Androni Giocattoli-Venezuela |    | 8 s             |
| 8  | Romain Hardy       | Cofidis                      |    | 8 s             |
| 9  | Davide Malacarne   | Europcar                     |    | 9 s             |
| 10 | Benjamin Giraud    | La Pomme Marseille           |    | 10 s            |

### 3eétape
|    | Coureur             | Équipe                       |    | Temps           |
| -- | ------------------- | ---------------------------- | -- | --------------- |
| 1  | Thomas Voeckler     | Europcar                     | en | 4 h 43 min 53 s |
| 2  | Franco Pellizotti   | Androni Giocattoli-Venezuela | +  | 0 s             |
| 3  | John Gadret         | AG2R La Mondiale             |    | 0 s             |
| 4  | Romain Bardet       | AG2R La Mondiale             |    | 0 s             |
| 5  | Rubén Plaza         | Movistar                     |    | 10 s            |
| 6  | Diego Rosa          | Androni Giocattoli-Venezuela |    | 10 s            |
| 7  | Hubert Dupont       | AG2R La Mondiale             |    | 10 s            |
| 8  | Kanstantsin Siutsou | Sky                          |    | 16 s            |
| 9  | Guillaume Levarlet  | Cofidis                      |    | 18 s            |
| 10 | Florian Guillou     | Bretagne-Séché Environnement |    | 18 s            |

|    | Coureur             | Équipe                       |    | Temps            |
| -- | ------------------- | ---------------------------- | -- | ---------------- |
| 1  | Thomas Voeckler     | Europcar                     | en | 14 h 41 min 27 s |
| 2  | Franco Pellizotti   | Androni Giocattoli-Venezuela | +  | 4 s              |
| 3  | John Gadret         | AG2R La Mondiale             |    | 6 s              |
| 4  | Romain Bardet       | AG2R La Mondiale             |    | 9 s              |
| 5  | Diego Rosa          | Androni Giocattoli-Venezuela |    | 20 s             |
| 6  | Hubert Dupont       | AG2R La Mondiale             |    | 20 s             |
| 7  | Rubén Plaza         | Movistar                     |    | 20 s             |
| 8  | Kanstantsin Siutsou | Sky                          |    | 26 s             |
| 9  | Guillaume Levarlet  | Cofidis                      |    | 28 s             |
| 10 | Fabrice Jeandesboz  | Sojasun                      |    | 28 s             |

### 4eétape
|    | Coureur                | Équipe                       |    | Temps           |
| -- | ---------------------- | ---------------------------- | -- | --------------- |
| 1  | Marco Frapporti        | Androni Giocattoli-Venezuela | en | 3 h 14 min 35 s |
| 2  | Danilo Napolitano      | Accent Jobs-Wanty            | +  | m.t             |
| 3  | Benjamin Giraud        | La Pomme Marseille           |    | m.t             |
| 4  | Adrien Petit           | Cofidis                      |    | m.t             |
| 5  | Anthony Roux           | FDJ                          |    | m.t             |
| 6  | Christian Knees        | Sky                          |    | m.t             |
| 7  | Jérémy Roy             | FDJ                          |    | m.t             |
| 8  | Francis Mourey         | FDJ                          |    | m.t             |
| 9  | Samuel Dumoulin        | AG2R La Mondiale             |    | m.t             |
| 10 | Manuel António Cardoso | Caja Rural-Seguros RGA       |    | m.t             |

|    | Coureur             | Équipe                       |    | Temps            |
| -- | ------------------- | ---------------------------- | -- | ---------------- |
| 1  | Thomas Voeckler     | Europcar                     | en | 17 h 56 min 02 s |
| 2  | Franco Pellizotti   | Androni Giocattoli-Venezuela | +  | 4 s              |
| 3  | John Gadret         | AG2R La Mondiale             |    | 6 s              |
| 4  | Romain Bardet       | AG2R La Mondiale             |    | 9 s              |
| 5  | Diego Rosa          | Androni Giocattoli-Venezuela |    | 20 s             |
| 6  | Hubert Dupont       | AG2R La Mondiale             |    | 20 s             |
| 7  | Rubén Plaza         | Movistar                     |    | 20 s             |
| 8  | Kanstantsin Siutsou | Sky                          |    | 26 s             |
| 9  | Guillaume Levarlet  | Cofidis                      |    | 28 s             |
| 10 | Fabrice Jeandesboz  | Sojasun                      |    | 28 s             |

## Classements finals

### Classement général
|    | Cycliste            | Pays        | Équipe                       |    | Temps            |
| -- | ------------------- | ----------- | ---------------------------- | -- | ---------------- |
| 1  | Thomas Voeckler     | France      | Europcar                     | en | 17 h 56 min 02 s |
| 2  | Franco Pellizotti   | Italie      | Androni Giocattoli-Venezuela | +  | 4 s              |
| 3  | John Gadret         | France      | AG2R La Mondiale             |    | 6 s              |
| 4  | Romain Bardet       | France      | AG2R La Mondiale             |    | 9 s              |
| 5  | Diego Rosa          | Italie      | Androni Giocattoli-Venezuela |    | 20 s             |
| 6  | Hubert Dupont       | France      | AG2R La Mondiale             |    | 20 s             |
| 7  | Rubén Plaza         | Espagne     | Movistar                     |    | 20 s             |
| 8  | Kanstantsin Siutsou | Biélorussie | Sky                          |    | 26 s             |
| 9  | Guillaume Levarlet  | France      | Cofidis                      |    | 28 s             |
| 10 | Fabrice Jeandesboz  | France      | Sojasun                      |    | 28 s             |

### Classements annexes
|   | Cycliste           | Équipe             | Points |
| - | ------------------ | ------------------ | ------ |
| 1 | Anthony Roux       | FDJ                | 39     |
| 2 | Yannick Martinez   | La Pomme Marseille | 33     |
| 3 | Christopher Sutton | Sky                | 33     |

|   | Cycliste        | Équipe                       | Points |
| - | --------------- | ---------------------------- | ------ |
| 1 | Emanuele Sella  | Androni Giocattoli-Venezuela | 23     |
| 2 | Omar Fraile     | Caja Rural-Seguros RGA       | 20     |
| 3 | Thomas Voeckler | Europcar                     | 13     |

|   | Cycliste         | Équipe             | Points |
| - | ---------------- | ------------------ | ------ |
| 1 | Steven Caethoven | Accent Jobs-Wanty  | 30     |
| 2 | Thomas Rostollan | La Pomme Marseille | 12     |
| 3 | Samuel Dumoulin  | AG2R La Mondiale   | 9      |

|   | Équipe                 | Pays |    | Temps            |
| - | ---------------------- | ---- | -- | ---------------- |
| 1 | AG2R La Mondiale       |      | en | 53 h 48 min 46 s |
| 2 | Movistar               |      | +  | 4 min 58 s       |
| 3 | Caja Rural-Seguros RGA |      |    | 5 min 35 s       |

## Évolution des classements
| Étape              | Vainqueur          | Classement général | Classement par points | Classement de la montagne | Classement des sprints | Classement par équipes |
| ------------------ | ------------------ | ------------------ | --------------------- | ------------------------- | ---------------------- | ---------------------- |
| 1                  | Yannick Martinez   | Yannick Martinez   | Yannick Martinez      | Romain Hardy              | Thomas Rostollan       | FDJ                    |
| 2                  | Yohann Gène        | Yannick Martinez   | Yannick Martinez      | Romain Hardy              | Steven Caethoven       | Sky                    |
| 3                  | Thomas Voeckler    | Thomas Voeckler    | Yannick Martinez      | Omar Fraile               | Steven Caethoven       | AG2R La Mondiale       |
| 4                  | Marco Frapporti    | Thomas Voeckler    | Anthony Roux          | Emanuele Sella            | Steven Caethoven       | AG2R La Mondiale       |
| Classements finals | Classements finals | Thomas Voeckler    | Anthony Roux          | Emanuele Sella            | Steven Caethoven       | AG2R La Mondiale       |

## Liste des Participants
| Légende | Légende                                                                                                  | Légende | Légende                                                                                         |
| ------- | --- | ------- | ----------------------------------------------------------------------------------------------- |
| Num     | Dossard de départ porté par le coureur sur cette Route du Sud                                            | Pos     | Position finale au classement général                                                           |
|         | Indique le vainqueur du classement général                                                               |         | Indique le vainqueur du classement de la montagne                                               |
|         | Indique le vainqueur du classement par points                                                            |         | Indique le vainqueur du classement des sprints                                                  |
| #       | Indique la meilleure équipe                                                                              |         |                                                                                                 |
| NP      | Indique un coureur qui n'a pas pris le départ d'une étape, suivi du numéro de l'étape où il s'est retiré | AB      | Indique un coureur qui n'a pas terminé une étape, suivi du numéro de l'étape où il s'est retiré |
| HD      | Indique un coureur qui a terminé une étape hors des délais, suivi du numéro de l'étape                   | *       | Indique un coureur en lice pour le maillot blanc (coureurs nés après le 1er janvier 1988)       |

| Movistar MOV | Movistar MOV            | Movistar MOV |
| ------------ | ----------------------- | ------------ |
| Num          | Coureur                 | Pos          |
| 1            | Alex Dowsett (GBR)      |              |
| 2            | Rubén Plaza (ESP)       |              |
| 3            | Pablo Lastras (ESP)     |              |
| 4            | Ángel Madrazo (ESP)     |              |
| 5            | Javier Moreno (ESP)     |              |
| 6            | Argiro Ospina (COL)     |              |
| 7            | Sylwester Szmyd (POL)   |              |
| 8            | Francisco Ventoso (ESP) |              |

| AGR2 La Mondiale ALM | AGR2 La Mondiale ALM      | AGR2 La Mondiale ALM |
| -------------------- | ------------------------- | -------------------- |
| Num                  | Coureur                   | Pos                  |
| 11                   | Romain Bardet (FRA)       |                      |
| 12                   | Guillaume Bonnafond (FRA) |                      |
| 13                   | Axel Domont (FRA)         |                      |
| 14                   | Samuel Dumoulin (FRA)     |                      |
| 15                   | Hubert Dupont (FRA)       |                      |
| 16                   | John Gadret (FRA)         |                      |
| 17                   | Blel Kadri (FRA)          |                      |
| 18                   | Rinaldo Nocentini (ITA)   |                      |

| Europcar EUC | Europcar EUC             | Europcar EUC |
| ------------ | ------------------------ | ------------ |
| Num          | Coureur                  | Pos          |
| 21           | Natnael Berhane (ERI)    |              |
| 22           | Davide Malacarne (ITA)   |              |
| 23           | Anthony Charteau (FRA)   |              |
| 24           | Sébastien Chavanel (FRA) |              |
| 25           | Jérôme Cousin (FRA)      |              |
| 26           | Yohann Gène (FRA)        |              |
| 27           | Christophe Kern (FRA)    |              |
| 28           | Thomas Voeckler (FRA)    |              |

| FDJ | FDJ                     | FDJ |
| --- | ----------------------- | --- |
| Num | Coureur                 | Pos |
| 31  | Arnaud Courteille (FRA) |     |
| 32  | David Boucher (FRA)     |     |
| 33  | Sandy Casar (FRA)       |     |
| 34  | Johan Le Bon (FRA)      |     |
| 35  | Francis Mourey (FRA)    |     |
| 36  | Laurent Pichon (FRA)    |     |
| 37  | Anthony Roux (FRA)      |     |
| 38  | Laurent Mangel (FRA)    |     |

| Sojasun SOJ | Sojasun SOJ              | Sojasun SOJ |
| ----------- | ------------------------ | ----------- |
| Num         | Coureur                  | Pos         |
| 41          | Christophe Laborie (FRA) |             |
| 42          | David Le Lay (FRA)       |             |
| 43          | Fabrice Jeandesboz (FRA) |             |
| 44          | Paul Poux (FRA)          |             |
| 45          | Fabien Schmidt (FRA)     |             |
| 46          | Étienne Tortelier (FRA)  |             |
| 47          | Alexis Vuillermoz (FRA)  |             |

| Androni Giocattoli-Venezuela AND | Androni Giocattoli-Venezuela AND | Androni Giocattoli-Venezuela AND |
| -------------------------------- | -------------------------------- | -------------------------------- |
| Num                              | Coureur                          | Pos                              |
| 51                               | Franco Pellizotti (ITA)          |                                  |
| 52                               | Diego Rosa (ITA)                 |                                  |
| 53                               | Emanuele Sella (ITA)             |                                  |
| 54                               | Riccardo Chiarini (ITA)          |                                  |
| 55                               | Giairo Ermeti (ITA)              |                                  |
| 56                               | Mattia Gavazzi (ITA)             |                                  |
| 57                               | Marco Frapporti (ITA)            |                                  |

| Cofidis COF | Cofidis COF              | Cofidis COF |
| ----------- | ------------------------ | ----------- |
| Num         | Coureur                  | Pos         |
| 61          | Florent Barle (FRA)      |             |
| 62          | Cyril Bessy (FRA)        |             |
| 63          | Nicolas Edet (FRA)       |             |
| 64          | Romain Hardy (FRA)       |             |
| 65          | Romain Lemarchand (FRA)  |             |
| 66          | Guillaume Levarlet (FRA) |             |
| 67          | Adrien Petit (FRA)       |             |
| 68          | Stéphane Poulhiès (FRA)  |             |

| Bretagne-Séché Environnement BSE | Bretagne-Séché Environnement BSE | Bretagne-Séché Environnement BSE |
| -------------------------------- | -------------------------------- | -------------------------------- |
| Num                              | Coureur                          | Pos                              |
| 71                               | Jean-Marc Bideau (FRA)           |                                  |
| 72                               | Jean-Luc Delpech (FRA)           |                                  |
| 73                               | Gaël Malacarne (FRA)             |                                  |
| 74                               | Pierre-Luc Périchon (FRA)        |                                  |
| 75                               | Florian Guillou (FRA)            |                                  |
| 76                               | Geoffroy Lequatre (FRA)          |                                  |
| 77                               | Vegard Stake Laengen (NOR)       |                                  |
| 78                               | Renaud Dion (FRA)                |                                  |

| BigMat-Auber 93 BIG | BigMat-Auber 93 BIG       | BigMat-Auber 93 BIG |
| ------------------- | ------------------------- | ------------------- |
| Num                 | Coureur                   | Pos                 |
| 81                  | Romain Bacon (FRA)        |                     |
| 82                  | Fabien Bacquet (FRA)      |                     |
| 83                  | Nicolas Bazin (FRA)       |                     |
| 84                  | Flavien Dassonville (FRA) |                     |
| 85                  | Benoît Drujon (FRA)       |                     |
| 86                  | Mathieu Drujon (FRA)      |                     |
| 87                  | Guillaume Faucon (FRA)    |                     |

| La Pomme Marseille LPM | La Pomme Marseille LPM   | La Pomme Marseille LPM |
| ---------------------- | ------------------------ | ---------------------- |
| Num                    | Coureur                  | Pos                    |
| 91                     | Julien Antomarchi (FRA)  |                        |
| 92                     | Yannick Martinez (FRA)   |                        |
| 93                     | Benjamin Giraud (FRA)    |                        |
| 94                     | Thomas Vaubourzeix (FRA) |                        |
| 95                     | Thomas Rostollan (FRA)   |                        |
| 96                     | Antoine Lavieu (FRA)     |                        |
| 97                     | Yoann Paillot (FRA)      |                        |
| 98                     | Justin Jules (FRA)       |                        |

| Sky SKY | Sky SKY                   | Sky SKY |
| ------- | ------------------------- | ------- |
| Num     | Coureur                   | Pos     |
| 101     | Ian Boswell (USA)         |         |
| 102     | Dario Cataldo (ITA)       |         |
| 103     | Peter Kennaugh (GBR)      |         |
| 104     | Christian Knees (GER)     |         |
| 105     | Salvatore Puccio (ITA)    |         |
| 106     | Kanstantsin Siutsou (BLR) |         |
| 107     | Christopher Sutton (AUS)  |         |

| Accent Jobs-Wanty AJW | Accent Jobs-Wanty AJW   | Accent Jobs-Wanty AJW |
| --------------------- | ----------------------- | --------------------- |
| Num                   | Coureur                 | Pos                   |
| 111                   | Thomas Degand (BEL)     |                       |
| 112                   | Jurgen Van Goolen (BEL) |                       |
| 113                   | Nicolas Vogondy (FRA)   |                       |
| 114                   | Roy Jans (BEL)          |                       |
| 115                   | Grégory Habeaux (BEL)   |                       |
| 116                   | Steven Caethoven (BEL)  |                       |
| 117                   | Danilo Napolitano (ITA) |                       |
| 118                   | Benjamin Verraes (BEL)  |                       |

| Atlas Personal-Jakroo ARH | Atlas Personal-Jakroo ARH    | Atlas Personal-Jakroo ARH |
| ------------------------- | ---------------------------- | ------------------------- |
| Num                       | Coureur                      | Pos                       |
| 121                       | Nicolas Baldo (FRA)          |                           |
| 122                       | Felix Baur (SUI)             |                           |
| 123                       | Adrien Chenaux (SUI)         |                           |
| 124                       | Kanstantin Klimiankou (BLR)  |                           |
| 125                       | Nicolas Lüthi (SUI)          |                           |
| 126                       | Oleksandr Polivoda (UKR)     |                           |
| 127                       | Temesgen Teklehaimanot (ERI) |                           |
| 128                       | Nicolas Winter (SUI)         |                           |

| Caja Rural-Seguros RGA CJR | Caja Rural-Seguros RGA CJR    | Caja Rural-Seguros RGA CJR |
| -------------------------- | ----------------------------- | -------------------------- |
| Num                        | Coureur                       | Pos                        |
| 131                        | Amets Txurruka (ESP)          |                            |
| 132                        | David Arroyo (ESP)            |                            |
| 133                        | Iván Velasco (ESP)            |                            |
| 134                        | Fabricio Ferrari (URU)        |                            |
| 135                        | Omar Fraile (ESP)             |                            |
| 136                        | Rubén Fernández Andújar (ESP) |                            |
| 137                        | Manuel António Cardoso (POR)  |                            |
| 138                        | Danail Petrov (BUL)           |                            |

| NSP-Ghost NSP | NSP-Ghost NSP           | NSP-Ghost NSP |
| ------------- | ----------------------- | ------------- |
| Num           | Coureur                 | Pos           |
| 141           | Jacob Fiedler (GER)     |               |
| 142           | Léo Menville (FRA)      |               |
| 143           | Stefan Schäfer (GER)    |               |
| 144           | Sebastian Baldauf (GER) |               |
| 145           | Tino Thömel (GER)       |               |
| 146           | René Hooghiemster (NED) |               |
| 147           | Sebastian Forke (GER)   |               |
| 148           | Sven Forberger (GER)    |               |